# Benjamin Cotto
 (août 2024).
Si vous disposez d'ouvrages ou d'articles de référence ou si vous connaissez des sites web de qualité traitant du thème abordé ici, merci de compléter l'article en donnant les références utiles à sa vérifiabilité et en les liant à la section « Notes et références ».

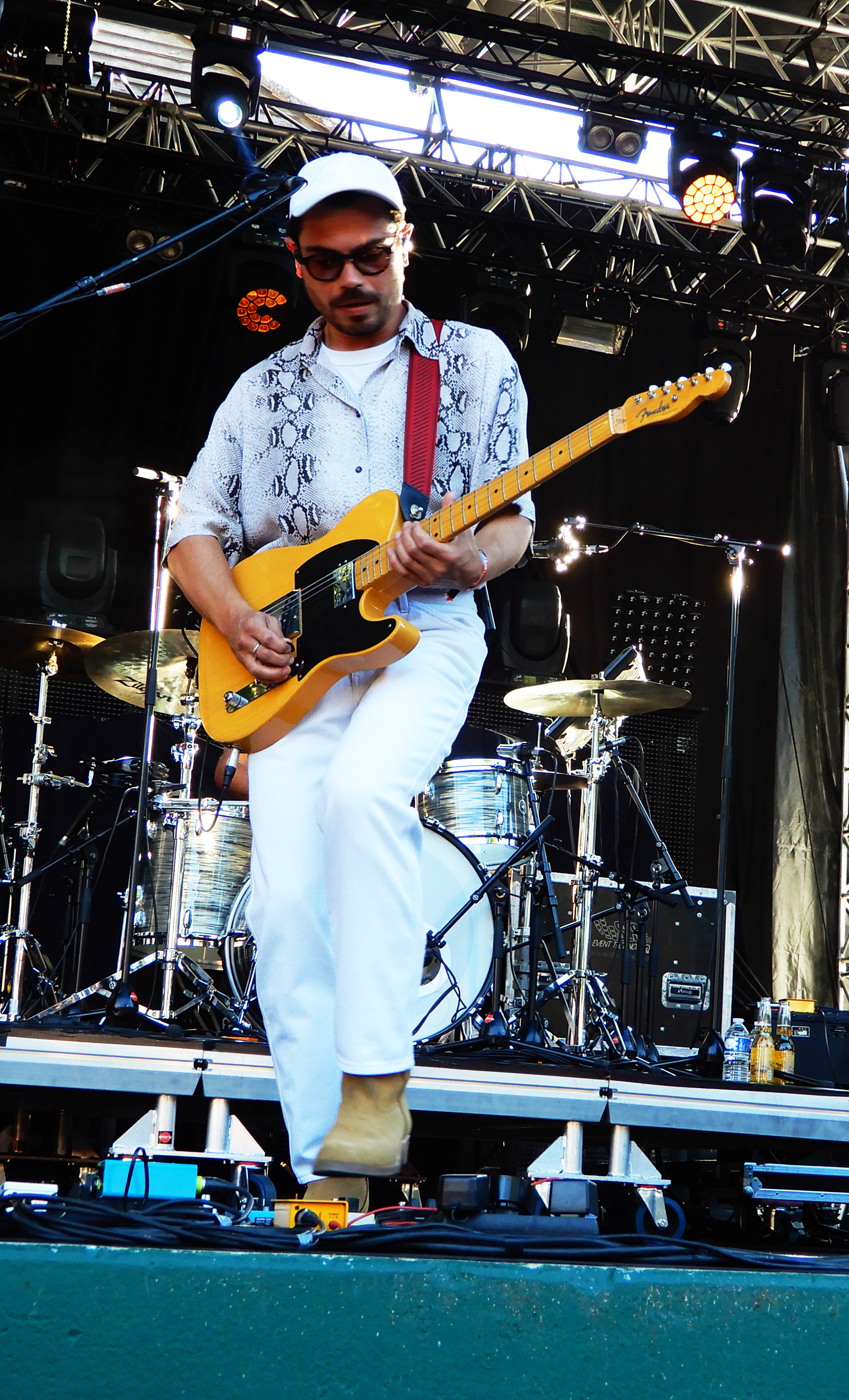
Benjamin Cotto au Festival Cognac Blues Passion 2022

Benjamin Cotto (né à Paris 12e le 17 décembre 1985) est un musicien et compositeur français, membre du groupe Lilly Wood and the Prick qu'il a fondé avec Nili Hadida.
Il commence sa carrière en réalisant des pages mode pour divers magazines féminins tels que Technikart, Cosmopolitan, Glamour. Benjamin travaille ensuite chez Lalala productions avec Mademoiselle Agnès et Loïc Prigent en réalisant des sujets mode, tout en cofondant la société Repère et Capture (production de documentaires, films institutionnels et documentaires politiques).
Nili et Benjamin se rencontrent en 2006 et forment ensemble le duo Lilly Wood and the Prick. Leurs premiers titres sortent en 2008 sur Myspace, les amenant à signer dans un premier temps avec Choke Industry (Pierre Guimard et Matthieu Tessier) puis avec le label Cinq7 en 2009. Ils sortent ensuite deux albums (Invincible Friends en 2010 et The Fight en 2012) vendus à plus de 100 000 exemplaires chacun, et le fameux remix de Prayer in C par Robin Schulz vendu à plus de deux millions d'exemplaires dans le monde.

## Discographie

### EP
- 2021 : Bleu (Bastille)

### avecLilly Wood and the Prick
Benjamin Cotto est membre du groupe Lilly Wood and the Prick avec lequel il a réalisé quatre albums :
- 2010 : Invincible Friends (Cinq 7)
- 2012 : The Fight (Cinq 7)
- 2015 : Shadows (Cinq 7)
- 2021 : Most Anything (Cinq 7)

et sept singles :
- 2010 : Down the Drain
- 2011 : This Is a Love Song
- 2011 : My Best
- 2012 : Middle of the Night
- 2012 : Where I Want to Be (California)
- 2013 : Long Way Back
- 2013 : Let's Not Pretend
- 2014 : Prayer in C (Robin Schulz remix)

et un film :
- 2013 : Lilly Wood and The Prick au Trianon